# Monika Fronczek
Monika Fronczek (ur. 25 czerwca 1980 w Tarnowskich Górach) – polska aktorka teatralna i telewizyjna.

## Życiorys
Jest absolwentką (2006) Wydziału Aktorskiego Akademii Sztuk Teatralnych im. Stanisława Wyspiańskiego w Krakowie – filia we Wrocławiu. W 2007–2008 była aktorką Teatru Dramatycznego im. J. Szaniawskiego w Wałbrzychu. Wystąpiła także w Teatrze Polonia w Warszawie w spektaklu Przemysława Wojcieszka Miłość ci wszystko wybaczy.
Na 24 Festiwalu Szkół Teatralnych w Łodzi została wyróżniona za rolę Iwony w spektaklu Eweliny Paszke-Lowitzsch Iwona, księżniczka Burgunda. Za rolę Gwiazdki w spektaklu Moniki Strzępki Polak, polak, polak i diabeł otrzymała Nagrodę Marszałka Województwa Dolnośląskiego za najlepszą rolę kobiecą sezonu 2007.

## Filmografia
- 2004–2006: Fala zbrodni – rosyjska tirówka (odc. 17); Ania Gołębiewska (odc. 33-42, 49-50, 58)
- 2005: Świat według Kiepskich – dziewczyna (odc. 204)
- 2007: Biuro kryminalne – Magdalena Krupska (odc. 36)
- 2008–2009: BrzydUla – Ania Banaszyk
- 2009: Zero – obsada aktorska
- 2010: Made in Poland – ekspedientka
- 2010–2012: Szpilki na Giewoncie – prostytutka Angela (odc. 10-11, 22, 38, 44, 49)
- 2011: Wojna żeńsko-męska – lekarka
- 2011: Na Wspólnej – Dorota (odc.1406, 1410, 1415, 1417, 1420, 1433, 1443, 1445-1447, 1464-1465, 1469-1470, 1477, 1489, 1498, 1500-1502, 1506-1507, 1513, 1523, 1525)
- 2012: Żaklina – Żaklina
- 2012: Prawo Agaty – koleżanka Doroty (odc.21)
- 2013: Madame Helena – aktorka
- 2015: Nie rób scen – Hanka, mama Zosi (odc. 5, 12)
- 2015–2021: Pierwsza miłość – Pamela Kulas
- 2016: Artyści – aktorka serialu (odc. 5)
- 2020–2022: BrzydUla 2 – Ania Szymczyk (odc. 2, 5, 7, 9-10, 12, 15, 22-23, 27-37, 41-43, 46-47, 49-50, 57, 60, 62-63, 65-66, 77-79, 82-83, 87-89, 91-95, 98-102, 104-105, 109-122, 124-127, 131, 133, 135, 137-138, 144, 147-150, 154-161, 163-167, 170, 172-181, 185, 187-192, 194-197, 199-205, 207-220, 222-223, 225, 227-233, 235-238, 242, 244-251, 253-270, 273-274, 276-286, 288-289, 291-292)
- 2023: Heaven in Hell – Kaśka
- 2023–2024: Leśniczówka – Ewelina Kowalczuk (odc. 728-729, 732, 734-735, 737-739, 741-742, 744, 746-748, 752-753-755, 758, 759-762, 766, 767, 785, 786, 792-795, 797-799, 801, 812, 817, 818, 822, 825, 826, 828-830, 832, 836, 837, 838, 840, 841, 842, 843, 844, 845, 848, 863, 867, 869, 875, 879, 881, 882, 883, 890, 891, 892, 894, 897, 898, 899, 900, 901, 902, 912, 913, 914, 915, 916, 917, 918, 919, 922, 923, 924, 925, 926, 927, 928, 929, 932)
- 2024: Krucjata 2. Znak bliźniąt – patolog (odc. 2, 5)

Źródło: Filmpolski.pl.